# باند گرل

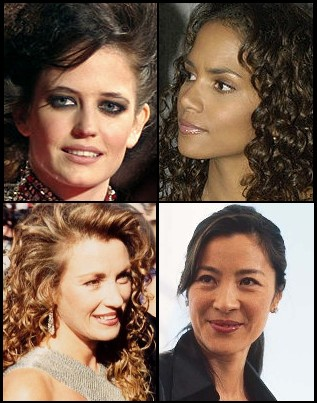
به ترتیب از بالا؛ سمت چپ، اوا گرین، هلی بری، میشل یئو و جین سیمور

باند گرل یا دختر باند (به انگلیسی: Bond girl)، به شخصیت‌های مؤنثی گفته می‌شود که در رمان و سری فیلم‌های جیمز باند حضور دارند. این شخصیت‌ها معمولاً با کاراکتر جیمز باند وارد رابطه عاشقانه شده و مکمل او در داستان محسوب می‌شوند.
قاعده چندانی بر شخصیت‌های باند گرل حاکم نیست. آن‌ها ممکن است دوست یا دشمن جیمز باند باشند یا حتی فقط در حد یک شریک جنسی در زندگی باند نقش داشته باشند. در اقتباس‌های سینمایی از کتاب‌های جیمز باند، بازیگران زن زیادی به عنوان باند گرل حضور پیدا کرده‌اند. از مشهورترین باند گرل‌ها می‌توان به شخصیت وسپر لیند با اجرای اوا گرین اشاره کرد که در فیلم کازینو رویال حضور داشت. مونیکا بلوچی با ۴۹ سال سن در هنگام بازی در فیلم اسپکتر (۲۰۱۵) مسن‌ترین باند گرل مجموعه فیلم‌ها است. با این حال، استدلال شده که نقش محوری ام در فیلم اسکای‌فال (۲۰۱۲) او را به عنوان یک باند گرل یا باند وومن تعیین می‌کند.

## در فیلم
نقش‌ها و تأثیر

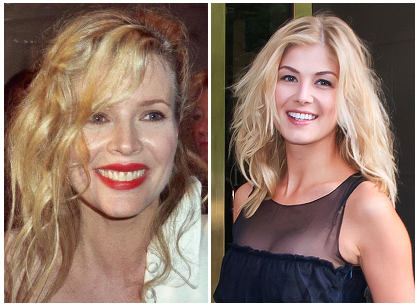
کیم بسینجر یک باند گرل یا دختر باند

رولد دال گفت که هنگام نوشتن فیلمنامه فقط دو بار زندگی می‌کنید، به او توصیه شد از سه دختر باند استفاده کند: اولی باید «ترجیحاً در آغوش باند» زودتر بمیرد، دومی شروری است که باند قبل از مرگ او را در حالتی غیرعادی و وحشتناک اغوا می‌کند. در میانه راه، و سوم تا پایان فیلم زنده می‌ماند. در چندین مورد، دختر باند، پس از تلاشش با باند، آشکار می‌شود که یک شرور است. به عنوان مثال می‌توان به فاطیما بلاش (باربارا کاررا) در فیلم هرگز نگو هرگز (۱۹۸۳)، الکترا کینگ (سوفی مارسئو) در جهان کافی نیست (۱۹۹۹) و میراندا فراست (رزاموند پایک) در روزی دیگر بمیر (۲۰۰۲) اشاره کرد. فیلم‌های دالتون در دهه ۱۹۸۰ «زن باند» را معرفی کردند که با باند برابری می‌کند و به چالش می‌کشد، اما او همچنان قهرمان دگرجنس‌گرا است. آنها با دالتون و بعداً باندز و ماشین‌ها و وسایل آنها به تصویر کشیده می‌شوند، که به این معنی است که همه دارایی‌هایی هستند که باند می‌تواند از آنها استفاده و دفع کند.
تا سال ۲۰۱۳، تنها دو فیلم وجود داشت که در آنها جیمز باند عاشق دختر باند می‌شود. اولین مورد در سرویس مخفی اعلیحضرت (۱۹۶۹) بود که در آن کنتس تریسی دی ویچنزو (دیانا ریگ) با باند ازدواج کرد اما در پایان داستان توسط ایرما بانت و ارنست استاورو بلوفلد به ضرب گلوله کشته شد. دومی وسپر لیند (اوا گرین) در کازینو رویال (۲۰۰۶) بود. باند به عشق خود به او اعتراف می‌کند و از MI6 استعفا می‌دهد تا بتوانند یک زندگی عادی با هم داشته باشند. او بعداً متوجه می‌شود که او یک مأمور دوگانه بوده‌است که برای دشمنانش کار می‌کرده‌است. سازمان دشمن کوانتوم معشوق سابق او را ربوده بود و از او سیاه نمایی می‌کرد تا همکاری او را تضمین کند. او در نهایت عاشق باند می‌شود، اما در حالی که کوانتوم در حال نزدیک شدن به او است، با غرق شدن در آسانسور در ساختمانی در حال بازسازی در ونیز می‌میرد.
به استثنای این دو دختر باند محکوم به مرگ، هرگز توضیح داده نمی‌شود که چرا علاقه باند به یک فیلم در فیلم بعدی از بین رفته‌است و هرگز دوباره به آن اشاره یا حتی اشاره ای به آن نشده‌است. این همیشه در رمان‌ها صدق نمی‌کند، زیرا گاهی به دختران باند که در کتاب‌های قبلی ظاهر شده‌اند اشاره می‌کنند. مشخص شد که تیفانی کیس و هانی رایدر با مردان دیگری ازدواج کرده‌اند (به ترتیب در فیلم‌های «از روسیه با عشق» و «مردی با تفنگ طلایی» و در «دکتر نو»، باند به‌طور خلاصه دربارهٔ بازی یک‌نفره شگفت زده می‌شود. در ادامه رمان‌های جان گاردنر، دختران باند در بیش از یک کتاب ظاهر می‌شوند، اغلب روابط خود را با باند از قبل شروع می‌کنند، و در یک مورد، عاشقانه را از طریق دو عنوان متوالی ادامه می‌دهند. در مجوز تمدید شده به‌طور خاص در پایانی اشاره شده‌است که باند و طاووس اسطوخودوس پس از یک رابطه عاشقانه کوتاه، دیگر ملاقات نکردند، اما Sukie Tempesta (هیچ‌کس برای همیشه زندگی نمی‌کند)، بئاتریس ماریا داریچی (برنده، باخت یا بمیر)، و فردریکا فون گروسه. (هرگز گل نفرستید) همه در کتابهای بعدی ظاهر می‌شوند. ماشه مرگ اثر آنتونی هوروویتز دو هفته پس از وقایع در گلدفینگر با باند که رابطه خود را با پوسی گالور ادامه می‌دهد، شروع می‌شود. یک مورد منحصر به فرد مری گودنایت است که قبل از تبدیل شدن به یک دختر باند تمام عیار در فیلم The Man with the Golden Gun در رمان‌های On Her Majesty's Secret Service و You Only Live Twice به عنوان منشی باند ظاهر می‌شود.
تأثیر بر شغل
نقش یک دختر باند، همان‌طور که در فیلم‌ها تکامل یافته‌است، معمولاً یک نقش پرمخاطب است که گاهی می‌تواند رونق زیادی به حرفه بازیگران زن ناشناس بدهد، اگرچه تعدادی از دختران باند قبلاً به خوبی تثبیت شده بودند. به عنوان مثال، دایانا ریگ و آنر بلکمن هر دو به عنوان دختران باند پس از اینکه قبلاً برای نقش‌هایشان در سریال تلویزیونی انتقام‌جویان در بریتانیا تبدیل به ستاره شده بودند، انتخاب شدند. علاوه بر این، هالی بری در سال ۲۰۰۲ برنده جایزه اسکار شد - این جایزه در حالی که او در حال فیلمبرداری Die Another Day بود به او اهدا شد. تری هچر پیش از این که برای بازی در فیلم فردا هرگز نمی‌میرد، برای بازی در نقش لویس لین در سریال تلویزیونی لوئیس و کلارک: ماجراهای جدید سوپرمن شناخته شده بود. چند سال پس از ایفای نقش یک دختر باند، او با بازی در فیلم Desperate Housewives به یکی از پردرآمدترین بازیگران زن تلویزیون تبدیل شد. جین سیمور زمانی که برای بازی در فیلم Live and Let Die انتخاب شد ناشناخته بود (در تیتراژ ابتدایی «معرفی جین سیمور» بود)، بعداً برای بازی در نقش ماریا کالاس در یک فیلم تلویزیونی برنده جایزه امی شد و سپس با ایفای نقش اصلی در این فیلم به یک نام آشنا تبدیل شد. مجموعه تلویزیونی او دکتر کوین، زن پزشک. کیم بیسینجر شاید موفق‌ترین کار پس از باند را داشته باشد. او پس از ایفای نقش در فیلم «دیگر نگو هرگز»، جایزه اسکار را برای بازی در لس آنجلس محرمانه دریافت کرد و در فیلم‌های برجسته‌ای مانند «هفته‌های ۹ و نیم»، «بتمن» و «۸ مایل» بازی کرد.
انتخاب اصلی بروکلی برای نقش دومینو دروال، جولی کریستی پس از بازی او در فیلم بیلی دروغگو در سال ۱۹۶۳ بود. به نظر می‌رسد که او از ملاقات با او ناامید شد، بنابراین در عوض راکل ولش را پس از دیدن او روی جلد مجله Life در اکتبر ۱۹۶۴ در نظر گرفت. . اما ولش توسط ریچارد زانوک از فاکس قرن بیستم استخدام شد تا در همان سال در فیلم سفر شگفت‌انگیز ظاهر شود. بازیگر فرانسوی کلودین اوژه در نهایت برای این نقش انتخاب شد. تاندربال اوژه را وارد یک حرفه موفق سینمای اروپایی کرد، اما در ایالات متحده کاری برای او انجام نداد.
زمانی گفته می‌شد که ظاهر شدن در نقش یک دختر باند به حرفه یک هنرپیشه آسیب می‌زند. لوئیس چیلز اغلب به عنوان یک مورد ذکر می‌شود، حتی اگر حرفه او به خاطر بازی در نقش هالی گودد لطمه نخورد، بلکه به این دلیل که پس از از دست دادن برادر کوچکترش به لنفوم غیر هوچکین، تصمیم گرفت سه ساله بگیرد. از بازیگری فاصله گرفت، جایی که حرفه او هرگز بهبود نیافت. انتخاب بازیگر نقش اصلی زن در کازینو رویال (۲۰۰۶) به دلیل نگرانی بازیگران زن بالقوه در مورد تأثیری که ایفای نقش ممکن است بر حرفه آنها داشته باشد، مانع شد. در آن زمان، برخی فکر می‌کردند که سریال باند کهنه شده‌است و بنابراین وسیله ای کمتر مطلوب برای بازیگران زن جوان خواهد بود. با این وجود، ایوا گرین بازیگر آینده دار با بازی در نقش وسپر لیند موافقت کرد و نشان داد که این ترس‌ها زمانی که جایزه ستاره در حال ظهور بفتا را برای بازی خود دریافت کرد، بی اساس است. روزاموند پایک که اولین فیلم بلند خود را در نقش میراندا فراست در فیلم روزی دیگر بمیرد (۲۰۰۲) انجام داد، نامزدی جایزه اسکار را برای فیلم Gone Girl به دست آورد.
چند ظاهر
قبل از اینکه سریال در سال ۲۰۰۶ با کازینو رویال راه اندازی شود، سیلویا ترنچ تنها شخصیت دختر باند بود که در بیش از یک فیلم ظاهر شد (دکتر نو در سال ۱۹۶۲ و از روسیه با عشق در سال ۱۹۶۳). قرار بود او دوست دختر همیشگی باند باشد، اما پس از حضور در فیلم دوم کنار گذاشته شد. این شخصیت برای فیلم بعدی، اسپکتر (۲۰۱۵)، به عنوان دستیار شخصی M بازگشت و شخصیت پردازی Moneypenny به سریال اصلی نزدیک تر بود. لئا سیدوکس، بازیگر نقش مادلین سوان در فیلم اسپکتر، نقش خود را در فیلم زمانی برای مردن نیست (۲۰۲۱)بازی کرد.
در سریال Eon، سه بازیگر زن به عنوان دختران مختلف باند دوباره ظاهر شدند: مارتین بسویک و ناجا رجین هر دو ابتدا در فیلم From Russia with Love ظاهر شدند و سپس به ترتیب در Thunderball و Goldfinger ظاهر شدند. مود آدامز در فیلم مردی با تفنگ طلایی (۱۹۷۴) در نقش آندریا آندرس و در فیلم اختاپوسی (۱۹۸۳) نقش آندره را بازی کرد.
اگر فیلم‌های غیر تولید شده توسط Eon، کازینو رویال (۱۹۶۷) و هرگز نگو هرگز (۱۹۸۳)، درج شود، چندین بازیگر زن دیگر نیز بیش از یک بار یک دختر باند بوده‌اند: اورسولا آندرس در دکتر نو (۱۹۶۲) و کازینو رویال. (۱۹۶۷)؛ آنجلا اسکولار در سرویس مخفی اعلیحضرت (۱۹۶۹) و کازینو رویال (۱۹۶۷)؛ والری لئون در جاسوسی که مرا دوست داشت (۱۹۷۷) و دیگر هرگز نگو هرگز.

## لیست باند گرل‌ها
| فیلم                    | باند گرل                                                                      |
| ----------------------- | ----------------------------------------------------------------------------- |
| دکتر نو                 | سیلویا ترنچ(یونیس گیسون) خانم تارو(زنا مارشال) هانی رایدر(اورزلا آندرس)       |
| از روسیه با عشق         | سیلویا ترنچ(یونیس گیسون) تانیا رومانوف(دانیلا بیانکی)                         |
| گلدفینگر                | جیل مسترتون(شرلی ایتون) پوسی گالور(آنر بلکمن)                                 |
| گلوله آتشین             | پاتریشیا ترس(مالی پیترز) فیونا ولپه(لوچانا پالتوزی) دومینو دروال(کلودین اوژه) |
| تنها دوبار زندگی می‌کنی  | آکی(آکیکو واکابایاشی) هلگا برانت(کارین دور) کیسی سوزوکی(می هاما)              |
| در خدمت سرویس مخفی ملکه | ترسا دی ویچنزو(دایانا ریگ) روبی بارتلت(آنجلا اسکولار) نانسی(کاترین شل)        |
| الماس‌ها همیشگی اند      | تیفانی کیس(جیل سنت جان)                                                       |
| زندگی کن و بگذار بمیرند | خانم کاروسو (مادلین اسمیت) رزی کارور(گلوریا هنری) سولیتر(جین سیمور)           |
| مردی با طپانچه طلایی    | آندریا آندرس(مائود آدامز) مری گودنایت(بریت آکلاند)                            |
| جاسوسی که مرا دوست داشت | آنیا آماسوا(باربارا باک)                                                      |
| مونریکر                 | کورین دوفور(کرین کلری) مانوِلا (امیلی بولتون) هالی گودهد(لوییس چیلیز)          |
| فقط بخاطر چشمان تو      | ملینا هاولوک(کارول بوکه)                                                      |
| اختاپوسی                | ماگدا(کریستینا ویبورن) اختاپوس(مائود آدامز)                                   |
| نمایی از یک قتل         | می دی(گریس جونز) استیسی ساتون(تانیا رابرتس)                                   |
| روزهای روشن زندگی       | کارا میلووی(مریم دابو)                                                        |
| جواز قتل                | پم بوویر(کاری لاول) لوپه لامورا(تالیسا سوتو)                                  |
| چشم طلایی               | ناتالیا سیمونوا(ایزابلا اسکورپو)                                              |
| فردا هرگز نمی مییرد     | پاریس کارور(تری هچر) وای لین(میشل یئو)                                        |
| دنیا کافی نیست          | الکترا کینگ(سوفی مارسو) دکتر جونز(دنیس ریچاردز)                               |
| روزی دیگر بمیر          | جینکس جانسون(هالی بری) میراندا فراست(رزمند پایک)                              |
| کازینو رویال            | وسپر لیند(اوا گرین)                                                           |
| ذره ای آرامش            | کمیل (اولگا کوریلنکو)                                                         |
| اسکای فال               |                                                                               |
| اسپکتر                  | لوسیا اسکیرا (مونیکا بلوچی) مادلین سوان (لئا سیدو)                            |
| زمانی برای مردن نیست    | مادلین سوان (لئا سیدو)                                                        |

## مطالعات انتقادی
در سال ۲۰۰۳، نقدهای علمی پوسی گالور و خانم پولپنی، به سرپرستی استادانی چون الیزابت لادنسون و تارا برابازون، به ترتیب، در کتاب‌های جیمز باند پدیده: یک منتقد منتشر شد. در سال ۲۰۰۹، محققان دانشگاه ایالتی کلیولند و دانشگاه ایالتی کنت مقاله ای به نام متزلزل و به هم ریخته: تجزیه و تحلیل محتوا از تصاویر زنان در جیمز باند را منتشر کردند که مطالعه‌ای از نوع تحلیل محتوای کمی از ۱۹۵ شخصیت زن ارائه شده در بیست فیلم جیمز باند ارائه داد.
اصطلاح دختر باند نیز ممکن است با توجه به عینیت زنان در فیلم، بی‌مورد باشد، خصوصاً در دوره رواج جنبش من هم.